# Zeria strepsiceros strepsiceros
Zeria strepsiceros strepsiceros es una subespecie de arácnido  del orden Solifugae de la familia Solpugidae.

## Distribución geográfica
Se encuentra en África.